# 木ノ原旬望
木ノ原旬望（きのはら くみ、旧名:木ノ原久美、読み同じ）はスポーツジャーナリスト。
中央大学出身。卒業後イギリスの大学に留学し、サッカーのフーリガンを研究。帰国後、日本の英字新聞・ジャパンタイムズに就職し、サッカージャーナリストとしての活動を開始。専門雑誌などにも寄稿をしている。現在は独立しフリーのスポーツジャーナリストとして活動を続ける。